# Плюрипотентність
Плюріпотентність (англ. Pluripotency від лат. Pluralis — множинний, potentia — сила, міць, можливість, в широкому сенсі можна перекласти як «можливість розвитку за різними сценаріями»). У біологічних системах цей термін відноситься до клітинної біології та до біологічних сполук. Плюрипотентні клітини можуть диференціюватися в усі типи клітин, крім клітин поза-зародкових органів (плаценти і жовткового мішка). На відміну від них, тотипотентні клітини можуть дати початок усім типам клітин, включаючи клітини поза-зародкових органів.
У 2009 році було заявлено про методику перетворення клітин в стовбурові без допомоги вірусів